# Peel of Lumphanan
Der Peel of Lumphanan, auch Peel Ring of Lumphanan oder Peel Bog of Lumphanan, ist eine abgegangene Hügelburg (Motte) in der Nähe des Dorfes Lumphanan in der schottischen Council Area Aberdeenshire.
Der Peel aus dem 13. Jahrhundert besteht aus einem Mound, der von zwei kreisförmigen, konzentrischen Gräben umgeben ist, die durch einen Wall getrennt sind. Der äußere Erdwall ist etwa 4 Meter hoch, der innere Graben etwa 15 Meter breit; der innere Mound bedeckt eine Fläche von 37 Metern × 45 Metern. Der äußere Graben wurde bereits um 1960 als flach beschrieben und ist heute kaum noch zu erkennen. Oben auf dem Mound befinden sich Überreste einer 1 Meter dicken Mauer sowie die Fundamente eines Hauses, die eine Fläche von etwa 15 Metern × 4 Metern bedecken. Der Eingang lag vermutlich auf der Westseite. Die untere Hälfte des Mounds besteht aus einem natürlichen Hügel; er wurde weiter aufgeschüttet, als die Burg gebaut wurde.
Man denkt, dass zur Zeit der Schlacht von Lumphanan eine Motte existierte. Diese Schlacht wurde 1057 zwischen König Macbeth und dem künftigen König Malcolm III. geschlagen. Macbeth fiel in der Schlacht und Macbeth’s Stone, auf dem er geköpft worden sein soll, liegt 300 Meter südwestlich des Peels.
Den heutigen Burghügel ließ vermutlich der Baron Thomas of Lundie aufschütten, nachdem er in den 1220er Jahren umfangreichen Landbesitz in der Region erhalten hatte. Sir John de Melville erwies König Eduard I. von England 1296 im Peel die Ehre. Die ursprünglichen Wallanlagen waren eher aus Erde als aus Stein. Das rechteckige Fundament ist das von Halton House, das Thomas Charteris aus Kinfauns im 15. Jahrhundert bauen ließ. Bei Ausgrabungen in den 1970er-Jahren wurde entdeckt, dass die kreisförmige Mauer, die ursprünglich für die Kurtine eines Donjons gehalten worden war, aus dem 18. Jahrhundert stammt.
Das Gelände wird von Historic Scotland verwaltet und gilt als Scheduled Monument. Es wird als von nationaler Bedeutung angesehen und als „gutes, bis heute erhaltenes Beispiel für eine Erdwerksburg mit wassergefüllten Verteidigungsgräben“ bezeichnet.